# Sittingbourne FC
Sittingbourne FC (celým názvem: Sittingbourne Football Club) je anglický fotbalový klub, který sídlí ve městě Sittingbourne v nemetropolitním hrabství Kent. Založen byl v roce 1886. Od sezóny 2018/1 hraje v Isthmian League South East Division (8. nejvyšší soutěž). Klubové barvy jsou červená a černá.
Své domácí zápasy odehrává na stadionu Woodstock Park s kapacitou 3 000 diváků.

## Úspěchy v domácích pohárech
Zdroj: 
- FA Cup
  - 2. kolo: 1925/26, 1928/29
- FA Trophy
  - 2. kolo: 1998/99
- FA Vase
  - 4. kolo: 1991/92, 1992/93

## Umístění v jednotlivých sezonách
Stručný přehled
Zdroj: 
- 1894–1898: Kent Football League (Division One)
- 1898–1905: Kent Football League
- 1919–1927: Kent Football League (Division One)
- 1927–1930: Southern Football League (Eastern Section)
- 1946–1959: Kent Football League (Division One)
- 1959–1967: Southern Football League (Division One)
- 1967–1968: Kent Premier League
- 1968–1978: Kent Football League
- 1978–1991: Kent Football League (Division One)
- 1991–1993: Southern Football League (Southern Division)
- 1993–1995: Southern Football League (Premier Division)
- 1995–1996: Southern Football League (Southern Division)
- 1996–1998: Southern Football League (Premier Division)
- 1998–1999: Southern Football League (Southern Division)
- 1999–2006: Southern Football League (Eastern Division)
- 2006–2018: Isthmian League (Division One South)
- 2018– : Isthmian League (South East Division)

Jednotlivé ročníky
Zdroj: 
Legenda: Z - zápasy, V - výhry, R - remízy, P - porážky, VG - vstřelené góly, OG - obdržené góly, +/- - rozdíl skóre, B - body, červené podbarvení - sestup, zelené podbarvení - postup, fialové podbarvení - reorganizace, změna skupiny či soutěže
| Sezóny  | Liga                                  | Úroveň | Z  | V  | R  | P  | VG | OG | +/- | B  | Pozice |
| ------- | ------------------------------------- | ------ | -- | -- | -- | -- | -- | -- | --- | -- | ------ |
| 2009/10 | Isthmian League (Division One South)  | 8      | 42 | 18 | 7  | 17 | 63 | 48 | +15 | 61 | 9.     |
| 2010/11 | Isthmian League (Division One South)  | 8      | 42 | 16 | 8  | 18 | 52 | 66 | -14 | 56 | 11.    |
| 2011/12 | Isthmian League (Division One South)  | 8      | 40 | 6  | 12 | 22 | 36 | 75 | -39 | 30 | 19.    |
| 2012/13 | Isthmian League (Division One South)  | 8      | 42 | 16 | 13 | 13 | 67 | 56 | +11 | 61 | 9.     |
| 2013/14 | Isthmian League (Division One South)  | 8      | 46 | 16 | 13 | 17 | 69 | 75 | -6  | 61 | 14.    |
| 2014/15 | Isthmian League (Division One South)  | 8      | 46 | 16 | 11 | 19 | 55 | 69 | -14 | 59 | 12.    |
| 2015/16 | Isthmian League (Division One South)  | 8      | 46 | 16 | 6  | 24 | 63 | 77 | -14 | 54 | 18.    |
| 2016/17 | Isthmian League (Division One South)  | 8      | 46 | 17 | 11 | 18 | 71 | 86 | -15 | 62 | 15.    |
| 2017/18 | Isthmian League (Division One South)  | 8      | 46 | 18 | 8  | 20 | 68 | 72 | -4  | 62 | 14.    |
| 2018/19 | Isthmian League (South East Division) | 8      | 38 |    |    |    |    |    |     |    |        |